# Kangerlussuaq
 Ikke at forveksle med Kangerlussuaq (Østgrønland).
Kangerlussuaq (da. Søndre Strømfjord) er en bygd i Vestgrønland beliggende ved enden af fjorden af samme navn nær Sisimiut i Qeqqata Kommune. Kangerlussuaq ligger på højde med Polarcirklen, ca. 170 km fra den grønlandske vestkyst og 30 km fra Indlandsisen. Kangerlussuaq har havn med sommersejlads til de vestgrønlandske byer, hotel, supermarked, svømmehal, børnehave og skole.
I dag bor der omkring 500 indbyggere i Kangerlussuaq, hvilket gør Kangerlussuaq til Grønlands største bygd. Kangerlussuaq Lufthavn var indtil åbningen af den nye lufthavn i Nuuk 28. november 2024 den vigtigste lufthavn i Grønland, hvor det var muligt at lande store fly, som f.eks. Airbus 330. Der var flyforbindelser til de større grønlandske byer. Air Greenland havde indtil åbningen af den nye lufthavn stort set daglig helårsforbindelse fra Kangerlussuaq til København med en Airbus A330 og sommerflyvninger til Aalborg også med A330'eren, og i 2007 (og atter i 2008) genoptog SAS sin betjening af ruten i sommerhalvåret. Nogle gange om ugen blev der fløjet med Airbus A319. 
Af hensyn til erhvervslivet og turismen er der indgået en ny aftale mellem Air Greenland og Albatros Arctic Circle som træder i kraft 17.marts 2025. Fra den dato vil der i perioden mellem marts og oktober være to ugentlige flyvninger mellem Kangerlussuaq og København. 
Den minimale nedbørsmængde og den vindbeskyttede beliggenhed ved enden af fjorden giver gode flyvebetingelser i det ellers hårde arktiske klima med temperaturer under –40 °C, men kun lidt sne.
Nær Kangerlussuaq Lufthavn ligger forskningsstationen Kellyville Kangerlussuaq (også kendt som Sondrestrom Upper Atmospheric Research Facility), som drives i et samarbejde mellem Stanford Recearch Institute og DMI.

## Historie
Fjorden har været brugt som sommerfangstplads af Saqqaq-kulturen for omkring 4000 år siden. Siden har Dorset-kulturen og Thule-kulturen også brugt Kangerlussuaq som fangstplads.
Fra 1941 til 1992 var Kangerlussuaq hjemsted for den amerikanske militærbase Bluie West Eight, senere kaldt Sondrestrom Air Base (SAB). Under 2. verdenskrig var den amerikanske militærbase et vigtigt led i forbindelse med færgeflyninger mellem Amerika og Europa. Senere blev den omprioteret til først og fremmest at være forsyningsbase for varslingsstationerne DYE1, 2, 3 og 4, i forbindelse med Koreakrigen og Den kolde krig og. Mens basen var på sit højeste, var der stationeret 1400 mand.
I 1960 blev DEW-radarstationerne DYE-2 og DYE-3 oprettet på indlandsisen som en del af flyvarslingssystemet DEW Line, og det blev basens hovedopgave at forsyne disse.
I 1970'erne blev transporten mellem Københavns Lufthavn og Kangerlussuaq udført af SAS med Douglas DC-8 fly.
Lufthavnen i Kangerlussuaq var dengang en transitlufthavn, man skulle flyve videre med en civil udgave af S-61-helikopter fra Grønlandsfly. Man kunne ikke købe en flybillet til Kangerlussuaq. Adgang til den amerikanske base krævede speciel tilladelse.
I 1992 blev DEW-stationerne på indlandsisen lukket, og USAF forlod Kangerlussuaq.
Naviairs leverance af flyveinformationstjeneste i det nedre grønlandske luftrum (under flyveniveau 195) skete fra et Flight Information Center placeret i Kangerlussuaq, men oktober 2014 flyttede denne funktion til Nuuk.
Volkswagen-fabrikken havde i en kort årrække omkring årtusindeskiftet et testområde på indlandsisen, men anlægget måtte opgives, da det viste sig vanskeligere og dyrere end forventet at holde det i drift.

## Turisme
Ved lufthavnen er der hotel, restaurant, campingplads, vandrehjem og cafeteria. Hotel Kangerlussuaq har 70 værelser og konferencelokaler.
Der er et rigt dyreliv omkring Kangerlussuaq med moskusokser, rensdyr, polarræve, falke, ørne og ravne. Der ses ofte et meget tydeligt nordlys i vinterhalvåret.
De mange veje fra militærtiden gør, at man til fods, hest, cykel eller bil kan færdes i et stort område omkring lufthavnen og ud til et udsigtspunkt ved Russelgletscheren nær indlandsisen.
En 18 hullers golfbane drevet af Dansk Golf Union kaldet "Sondie Artic Desert" i Kangerlussuaq har bestået siden 1986 – på en sandslette, hvor man spiller på medbragt "græs".
Hvert år fra den 1. august deltager mange grønlændere i rensdyr- og moskusoksejagten for at skaffe kød til vinteren. De fleste af fangstlejrene ligger i den inderste del af fjorden på den sydlige side.
Moskusoksen Willie var én af de moskusokser, som Christian Vibe, der i 1960erne flyttede fra Østgrønland til Kangerlussuaq, mødte. Moskusoksen var ikke bange for mennesker og var flere gange på landingsbanen. Han blev slæbt væk, men kom igen næste dag. Da han blev aggressiv over for nogle indbyggere, blev han i 1969 skudt, og efterfølgende blev der rejst en mindesten for ham.

## Oversvømmelse juli 2012
Selve broerne over Qinnguata Kuussua overlevede, men midtimellem, var der en vej der forsvandt, og en 20 tons gummiged forsvandt i bølgerne. Vejen, der leder biler fra Kangerlussuaq til Ravneklippen eller til Tasersuatsiaq hvor Radio/TV stationen AFRTS i sin tid lå, blev 12. juli 2012 skyllet væk af voldsomme vandmængder og oversvømmelse i floden; Der var op til 3,5 millioner liter vand i sekundet, på grund af stor afsmeltning af is under sjældent høje sommertemperaturer, og formentlig var det et jøkelløb fordi der var gået hul på nogle indsøer på indlandsisen.